# Aristides Agostinho Zambonatto
Aristides Agostinho Zambonatto (Erechim, 1921 - Erechim, 15 de junho de 2014) foi um político brasileiro, tendo sido prefeito, vice-prefeito e vereador de Erechim.

## Biografia
Nascido no distrito de Capo-Erê, no interior de Erechim, Aristides graduou-se como engenheiro químico e lecionou as disciplinas de física, matemática e química em diversas instituições de ensino de Erechim. Ao ingressar na carreira política, foi vereador por três mandatos, entre 1956 e 1969, e foi vice-prefeito de Irany Jayme Farina entre os anos de 1969 e 1973. Tornou-se prefeito de Erechim pelo partido MDB entre 31 de dezembro de 1973 e 31 de janeiro de 1977 ao vencer as eleições com Olimpio Tormen como vice-prefeito.
Entre as principais contribuições da gestão de Zambonatto estão a criação da Fundação Alto Uruguai para a Pesquisa e o Ensino Superior (FAPES), a construção da Secretaria Municipal de Educação e do Corpo de Bombeiros em Erechim e a ampliação do Batalhão da Polícia Militar. Também contribuiu com a criação da Biblioteca Pública Municipal.
Foi homenageado com menção honrosa em 2007 pelo presidente da Câmara de Vereadores Ernani Mello pelas contribuições ao município, sendo no ano seguinte agraciado pela Assembleia Legislativa do Rio Grande do Sul com a medalha de honra. Faleceu de insuficiência respiratória aos 93 anos, em 15 de junho de 2014, com o então prefeito Paulo Pólis decretando luto oficial de três dias pela morte de Zambonatto.